# 双柏乡
双柏乡，是中华人民共和国四川省阿坝藏族羌族自治州小金县曾经下辖的一个乡。2019年12月，撤销八角乡、双柏乡，设立八角镇，以原八角乡和原双柏乡所属行政区域为八角镇的行政区域。

## 行政区划
双柏乡撤销前下辖以下地区：
双柏村、核桃村、蓝山村、公达村、大锁村和嘎斯村。